# Mucca viola

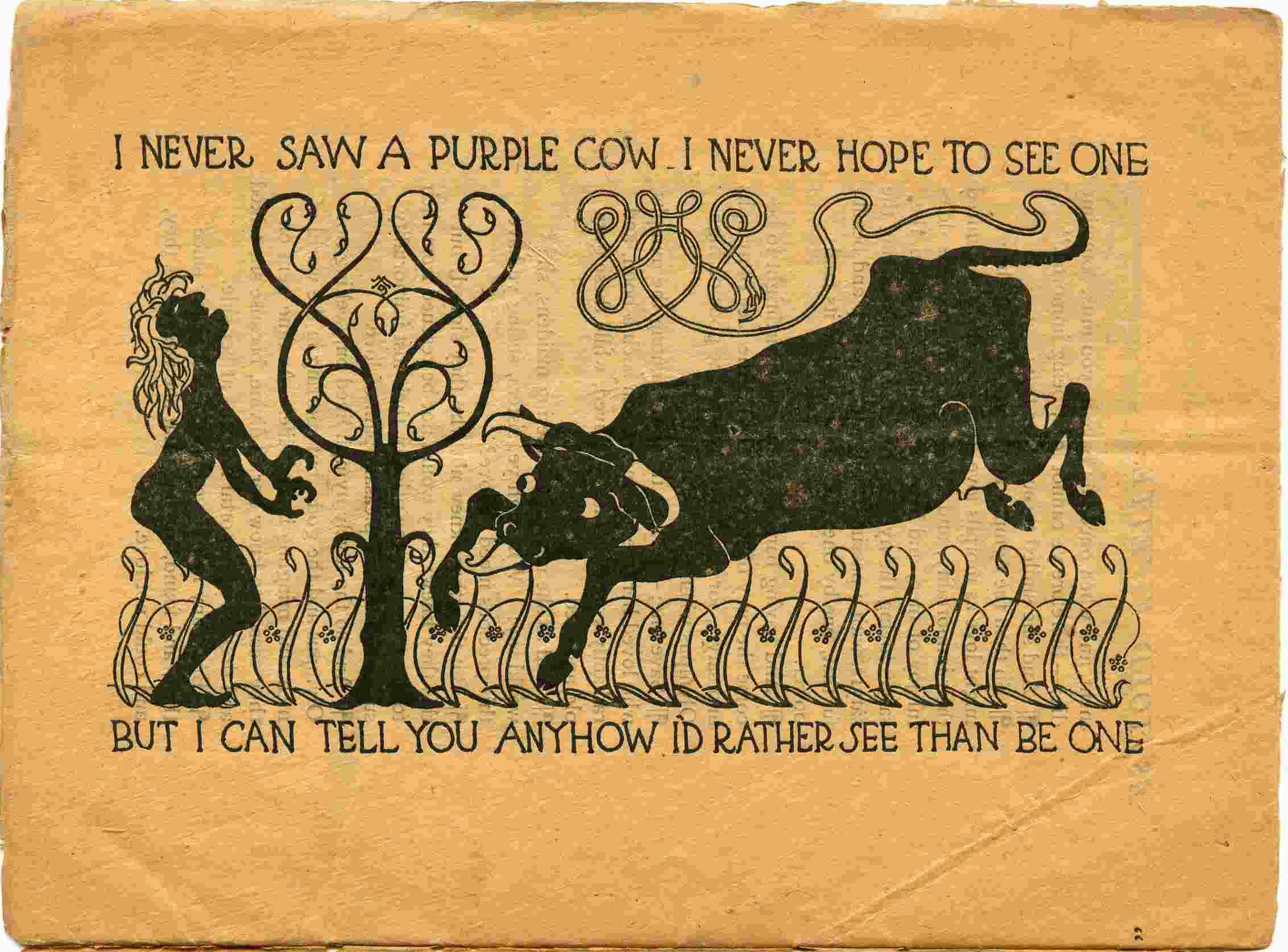
Purple Cow (1895)

Mucca viola (in inglese purple cow) è un termine utilizzato soprattutto nella letteratura anglo-sassone per indicare qualcosa di immaginario e umoristico, ed è oggi riferito all'ambito alimentare, dei vini, del tabacco e del marketing.

## Mucca viola nel marketing
È usato come metafora dall'esperto di marketing Seth Godin per definire un prodotto o servizio che per le sue caratteristiche e qualità risulti essere unico nel suo genere, originale e straordinario, che presenta caratteristiche non convenzionali, produrrà passaparola naturale tra la gente e di conseguenza si pubblicizzerà. L'autore, viaggiando in autostrada, nota per esempio che le mucche, guardate dal finestrino, alla lunga diventano banali a vedersi; solo un'ipotetica "mucca viola" (cioè un elemento anomalo) potrebbe essere di qualche interesse per l'osservazione.

## Mucca viola nella letteratura
Mucca viola (Purple cow) è il titolo di una famosa poesia di Gelett Burgess (1866-1951), prolifico autore umoristico di San Francisco:
(G.Burgess, La mucca viola)

## Libri
- Gelett Burgess, Purple Cow (1895)
- Seth Godin, La mucca viola. Farsi notare (e fare fortuna) in un mondo tutto marrone Sperling & Kupfer, 2004
- Seth Godin, Il ruggito della mucca viola. Ci vuol coraggio per farsi notare Sperling & Kupfer, 2006